# Xianggendalai
Xianggendalai (kinesiska: 厢根达来, 厢根达来苏木) är en socken i Kina. Den ligger i den autonoma regionen Inre Mongoliet, i den norra delen av landet, omkring 580 kilometer sydväst om regionhuvudstaden Hohhot.
Genomsnittlig årsnederbörd är 295 millimeter. Den regnigaste månaden är juli, med i genomsnitt 68 mm nederbörd, och den torraste är december, med 1 mm nederbörd.